# Шаабдурахманов, Рустам Мавзурович
Рустам Мавзурович Шаабдурахманов (узб. Rustam Mazurovich Shaabduraxmanov; 24 мая 1962) — узбекский государственный и общественный деятель. Директор Дирекции по строительству, реконструкции и капитальному ремонту объектов, имеющих особо важное социальное, культурное и историческое значение, при Кабинете Министров Узбекистана.
С 2001 по 2005 год занимал пост хокима города Ташкент. С 2019 по 2022 год — президент Национального олимпийского комитета Узбекистана.

## Биография
В 1983 году окончил Ташкентский институт народного хозяйства (ныне Ташкентский государственный экономический университет). С 1983 по 1985 годы служил в Советской армии. В 1995-1996 годах учился в Академии Государственного управления при Президенте Республики Узбекистан.
После службы в армии, в 1985 году начал работать старшим лаборантом Совета по изучению производственных мощностей Академии наук Узбекской ССР (ныне Академия наук Узбекистана). Одновременно с 1985 по 1988 год работал мастером цеха, старшим экономистом, заместителем начальника цеха предприятия «Узбексельмаш».
В 1988-1995 годах работал сначала заместителем секретаря партийного комитета, затем заместителем председателя исполнительного комитета, а затем заместителем хокима Юнусабадского района Ташкента. В 1996-1999 годах работал заместителем хокима Ташкента, начальником главного управления экономики хокимията города. С 2000 по 2001 год первый заместитель хокима Ташкента. В 2001 году назначен хокимом Ташкента и занимал этот пост до 2005 года.
На парламентских выборах в 1999 году избран депутатом однопалатного Олий Мажлиса Республики Узбекистан II созыва. В январе 2005 года на тайном голосовании Ташкентского городского Кенгаша был избран сенатором Сената Олий Мажлиса Республики Узбекистан. 22 августа 2005 года на основании постановления ЦИК Узбекистана полномочия Рустама Шаабдурахманова, как члена Сената досрочно прекращены «в связи с прекращением его депутатских полномочий депутата Ташкентского городского Кенгаша народных депутатов».
Указом президента Республики Узбекистан от 26 августа 2003 года за многолетний самоотверженный труд по развитию на основе международных стандартов промышленности, сельского и водного хозяйства, строительства, транспорта, связи и сферы услуг республики, внедрению в производство достижений науки, техники и новых технологий, повышению благосостояния народа, укреплению мира и стабильности Рустам Мавзурович Шаабдурахманов награждён орденом «Мехнат шухрати».
С 2005 по 2011 год работал заместителем министра экономики Республики Узбекистан.
С 2017 по 2022 год занимал должность председателя Федерации фехтования Узбекистана.
29 июня 2017 года постановлением Президента Узбекистана был назначен на должность директора Дирекции по строительству, реконструкции и капитальному ремонту объектов, имеющих особо важное социальное, культурное и историческое значение, при Кабинете Министров Узбекистана.
15 мая 2019 года был избран президентом НОК Узбекистана и возглавлял организацию до 17 февраля 2022 года.